# ジャージー空港

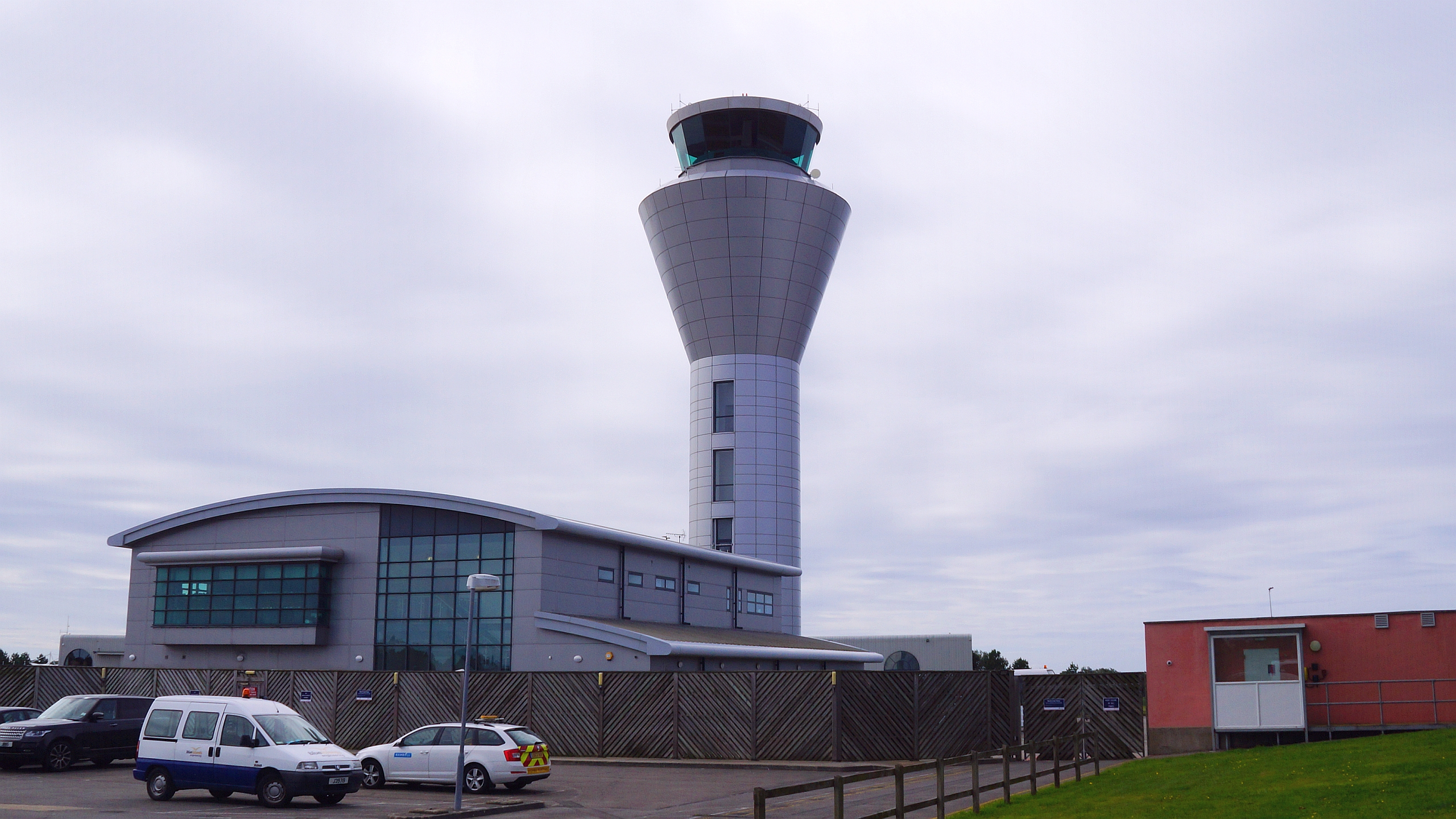
航空管制塔

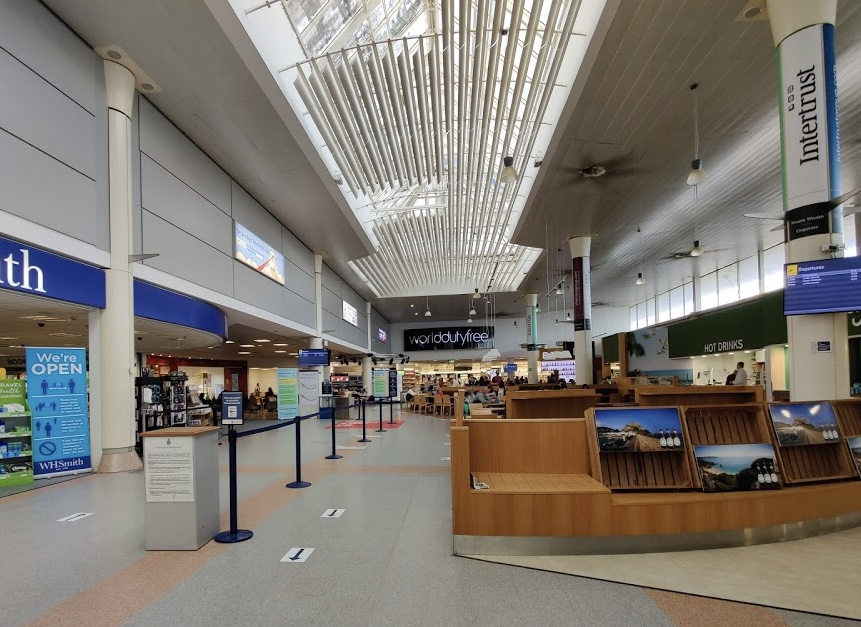
ターミナル内部

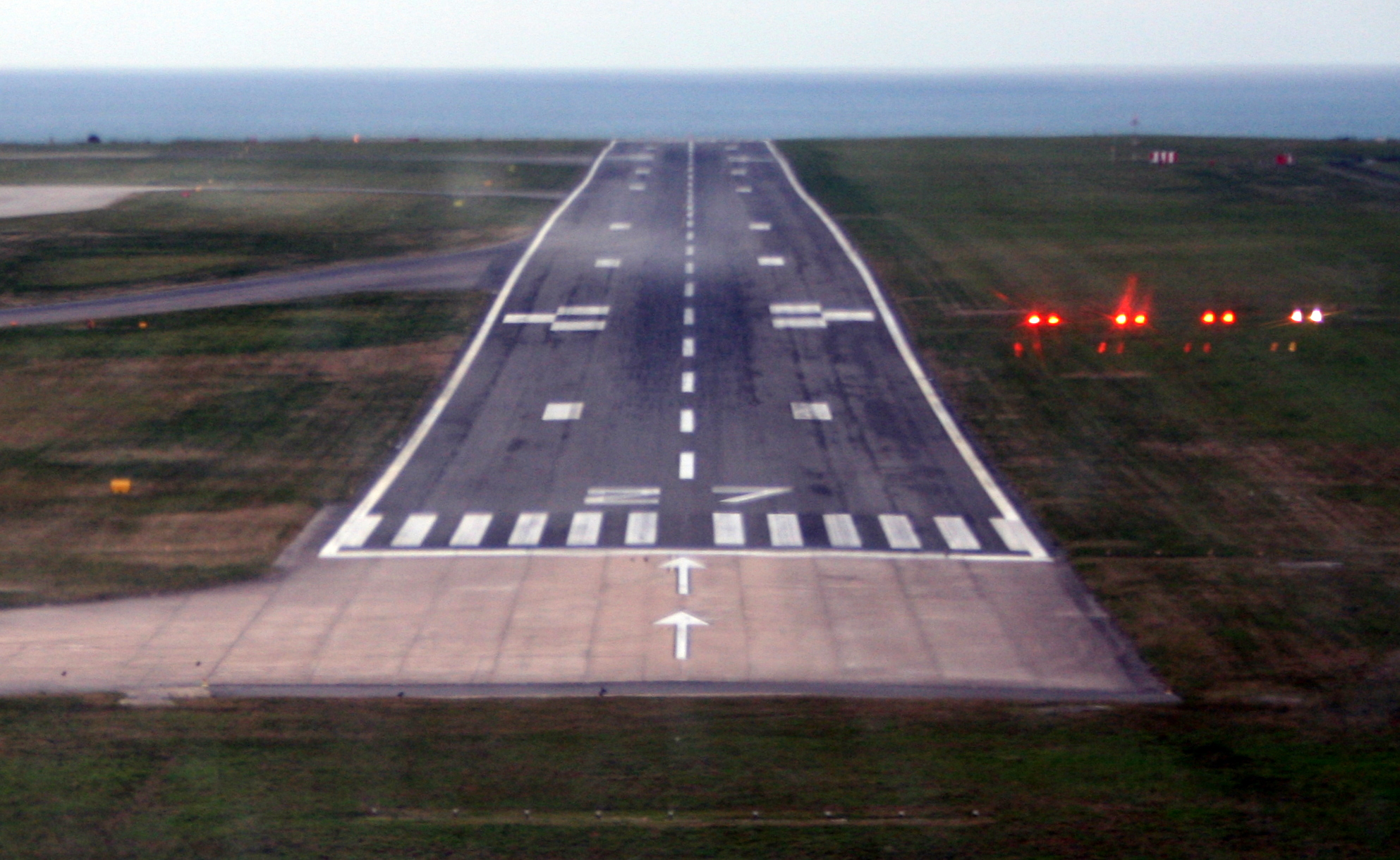
滑走路の眺め

ジャージー空港（英: Jersey Airport、仏: Aéroport de Jersey）は、チャンネル諸島のジャージー島のセント・ヘリアから北西7.4キロメートル (4.6 mi)、セントピーター（英語: Saint Peter, Jersey）にある国際空港。
ロンドンへの1日9便を含む、英国および国際的な多くの目的地への直行便が年間を通じてある。2016年の乗降客は160万人、発着回数は約47,000回。

## 歴史
1937年に空港が開港する以前は、航空輸送は水上飛行機でセント・ヘリアのウェストパークに着陸していた。
1912年8月、ジャージーに着陸した最初の飛行機はホセ・ルイス・サンチェス・ベサ。最初の乗客の飛行は147年前に気球を介して行われたと記録されている。

## 統計

### 利用者数
元のウィキデータクエリを参照してください.
| 順位 | 空港                   | 旅客数  | 前年比 2017 / 18 |
| ---- | ---------------------- | ------- | ---------------- |
| 1    | ロンドン・ガトウィック | 670,763 | 0.9%             |
| 2    | サウサンプトン         | 169,369 | 1.2%             |
| 3    | リバプール             | 135,030 | 5.0%             |
| 4    | ガーンジー             | 101,837 | 0.9%             |
| 5    | バーミンガム           | 72,126  | 19.7%            |
| 6    | グラスゴー             | 54,419  | 3.1%             |
| 7    | ロンドン・ルートン     | 49,626  | 6.6%             |
| 8    | マンチェスター         | 46,744  | 4.6%             |
| 9    | エクセター             | 41,240  | 3.4%             |
| 10   | イースト・ミッドランズ | 36,225  | 1.6%             |